# Liste d'élections au XVe siècle
XIVe siècle • XVe siècle • XVIe siècle
Cet article recense les élections ayant eu lieu au XVe siècle. Ce siècle n'est caractérisé que par trois types d'élections : les conclaves pour élire le pape de l'Église catholique romaine ; les élections législatives pour la Chambre des communes du Parlement du Royaume d'Angleterre ; et les élections au sejm du Royaume de Pologne, qui est partiellement élu à partir de 1468. Il existe également des élections pour le Parlement d'Irlande, État satellite du Royaume d'Angleterre à cette date.

## Parlements anglais remarquables auXVesiècle
- le « Parlement illettré » de 1404
- le « Parlement du feu et des fagots » de 1414
- le « Parlement des battes » de 1426
- le « Parlement des diables » de 1459

## Liste des conclaves auXVesiècle
- Conclave de 1404
- Conclave de 1406
- Conclave de 1417
- Conclave de 1431
- Conclave de 1447
- Conclave de 1455
- Conclave de 1458
- Conclave de 1464
- Conclave de 1471
- Conclave de 1484
- Conclave de 1492